# Coupe de France de hockey sur glace 2004-2005
Navigation
Coupe de France 2004 Coupe de France 2006
La Coupe de France de hockey sur glace 2004-05 a eu lieu entre le 30 octobre et le 25 février. La finale s'est jouée à Méribel et a opposé les Dragons de Rouen aux Diables rouges de Briançon. Les Dragons l'ont emporté sur le score de 4 buts à 3.

## Déroulement de la compétition

### Tour de barrage
Le tour préliminaire a eu lieu le 30 octobre. Les rencontres entre des équipes de division 2 et des équipes de troisième division (Rennes et Béthune). Les résultats des matchs sont les suivants :
- Docks du Havre 7-0 Athletic Club Boulogne-Billancourt
- Hockey Club de Meudon 3-4 Flammes Bleues de Reims
- Blue Tigers de Béthune 7-5 Français Volants de Paris
- Dogs de Cholet 8-0 Aigles de La Roche-sur-Yon
- Corsaires de Nantes 13-0 Cormorans de Rennes
- Aigles de Nice 6-2 Chevaliers du Lac d'Annecy
- Boucaniers de Toulon 8-1 Éléphants de Chambéry

### Seizièmes de finale
Les seizièmes de finale ont vu l'entrée en jeu des équipes de Ligue Magnus (ligue Élite) et de première division. La majeure partie des matchs s'est déroulée le 23 novembre mais certains matchs ont eu lieu le 24 et un autre le 30 novembre.
- Dogs de Cholet  3-2 Corsaires de Nantes
- Bélougas de Toulouse 0-12 Orques d'Anglet
- Flammes Bleues de Reims 3-13 Dauphins d'Épinal
- Drakkars de Caen 3-6 Dragons de Rouen
- Blue Tigers de Béthune 2-8 Jets de Viry-Essonne
- Castors d'Asnières 4-5 Gothiques d'Amiens II (équipe réserve)
- Boucaniers de Toulon 2-7 Vipers de Montpellier
- Aigles de Nice 4-5 Diables Rouges de Briançon
- Castors d'Avignon 3-4 Lynx de Valence (après prolongation)
- Avalanche Mont-Blanc 4-3 Pingouins de Morzine (après prolongation et tirs au but)
- Lions de Lyon 0-6 Ours de Villard-de-Lans
- Brûleurs de Loups de Grenoble 4-3 Chamois de Chamonix
- Ducs d'Angers 1-3 Diables Noirs de Tours
- Ducs de Dijon 2-3 Scorpions de Mulhouse
- Jokers de Cergy 3-5 Docks du Havre
- Gothiques d'Amiens 7-1 Bisons de Neuilly-sur-Marne

### Huitièmes de finale
Les huitièmes ont eu lieu les 11 et 12 janvier. Les scores ont été les suivants :
- Vipers de Montpellier 0-2 Orques d'Anglet
- Dogs de Cholet 4-11 Diables Noirs de Tours
- Lynx de Valence 1-2 Diables Rouges de Briançon
- Jets de Viry-Essonne 1-5 Avalanche Mont-Blanc
- Dauphins d'Épinal 1-3 Gothiques d'Amiens
- Gothiques d'Amiens II 0-8 Scorpions de Mulhouse
- Ours de Villard-de-Lans 0-2 Brûleurs de Loups de Grenoble
- Docks du Havre 1-8 Dragons de Rouen

### Quarts de finale
Les quarts de finale ont eu lieu début février.
1er février
- Scorpions de Mulhouse 4-2 Brûleurs de Loups de Grenoble
- Avalanche Mont-Blanc 1-4 Diables Rouges de Briançon

15 février
- Dragons de Rouen 6-2 Diables Noirs de Tours

16 février
- Orques d'Anglet 4-5 Gothiques d'Amiens  (après prolongation)

### Demi-finales
Les demi-finales ont eu lieu en décalé :
16 février
- Diables Rouges de Briançon 4-3 Scorpions de Mulhouse

22 février
- Gothiques d'Amiens 1-2 Dragons de Rouen

### Finale
La finale a eu lieu un lundi soir dans la patinoire de Méribel et permet de fêter le retour de Briançon après les soucis financiers qu'ils ont connu. Mais finalement, ce sont les Dragons de Rouen qui s'imposent sur le score de 3 à 4 devant 2 225 spectateurs.
| Score | Équipe   | But            | Assistance                 |
| ----- | -------- | -------------- | -------------------------- |
| 0-1   | Rouen    | Dufournet      | Besse - Lemoine            |
| 1-1   | Briançon | Desrosiers     | Trabichet                  |
| 1-2   | Rouen    | Salminen (TP)  |                            |
| 1-3   | Rouen    | Bellemare      | Jean-Philippe Paré - Besse |
| 2-3   | Briançon | Blais          | Terglav - Desrosiers       |
| 3-3   | Briançon | Trabichet (IF) |                            |
| 3-4   | Rouen    | Salminen (TP)  |                            |